# Prabhat Ranjan Sarkar

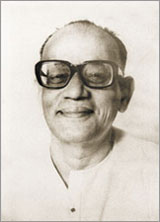
Prabhat Ranjan Sarkar

Prabhat Ranjan Sarkar (* 21. Mai 1921 in Jamalpur, Bihar, Indien; † 21. Oktober 1990 in Kolkata, Westbengalen) war ein indischer Philosoph, Sozialrevolutionär, Dichter und Linguist. Er gilt als bedeutender spiritueller Lehrer des Tantra und Yoga, war Gründer der Ananda-Marga-Organisation, wo man ihn überwiegend unter seinem spirituellen Namen Shrii Shrii Anandamurti kennt. Sarkar hinterließ ein großes Arbeitsfeld, welches verschiedene Theorien enthält, unter anderem das „Gesetz des sozialen Zyklus“, die Progressive Utilization Theory (PROUT), die Microvita-Theorie und die Philosophie des Neo-Humanismus.

## Kindheit und Jugend
Prabhat Ranjan Sarkar war ein außergewöhnlich intelligentes Kind und begann schon in jungen Jahren zu meditieren, und er interessierte sich sehr für Fremdsprachen und andere Dinge.
1939 ging Sarkar von Jamalpur nach Kalkutta, um das Vidyasagar College an der University of Calcutta zu besuchen. Hier gab er einem notorischen Kriminellen die Initiation und half ihm, sein Leben zu ändern. Nach dem Tod seines Vaters musste er seine Familie ernähren und arbeitete als Bahnbeamter in seiner Heimatstadt Jamalpur. Bei dieser Arbeit blieb er sechzehn Jahre lang, unterrichtete aber weiterhin gleichzeitig in den spirituellen Praktiken von Tantra und Yoga.

## Ananda Marga
1955, auf Drängen seiner Anhänger, gründete Sarkar die Organisation Ananda Marga Sanskrit für: „Weg der Glückseligkeit“, eine sozio-spirituelle Organisation mit einer doppelten Sendung, welche Sarkar „Selbst-Realisierung und Service“ (Dienst, Sanskrit: Seva) für alle nannte. Sarkars Ideen sind gesammelt in einer Serie von Büchern mit der Bezeichnung „Subhashita Sangraha“, welche die Schriften der Ideologie von Ananda Marga sind.
Die Bücher zeigen in einfacher, klarer, rationaler Weise viele wichtige Aspekte von Bhagavata Dharma oder der Natur der menschlichen Wesen. Andere Schriften wie Ramayana, Mahabharata, Gita, Koran, Tantra, Yoga, Vedanta werden diskutiert und zitiert, um die verschiedenen Aspekte von Philosophie und Dharma auszuleuchten, wobei die verschiedenen spirituellen Ideen interpretiert werden. Sarkars Ideen beruhen auf der antiken spirituellen Tradition Indiens, welche er mit neuen Bedeutungen wieder erweckte.
Shrii Shrii Anandamurti, wie ihn seine ersten Schüler nannten, erlebte die Entstehung eines Ordens, als Mönche und Nonnen zu ihm kamen, um ihr Leben dem Praktizieren von Meditation und Service zu widmen und ihr Wissen in ganz Indien und Übersee weiterzugeben. Bis 1966 behielt Shrii Shrii Anandamurti seine Arbeit in Jamalpur bei, um als Hauptverdiener seiner Familie, nachdem sein Vater gestorben war. Schließlich übernahm er in Vollzeit das Amt des Präsidenten von Ananda Marga. In der zweiten Hälfte seines Lebens war sein Hauptwohnsitz in Lake Gardens in Kolkata, Westbengalen. Er verbrachte auch viel Zeit damit die Gemeinschaft, welche sich auf der Grundlage seiner PROUT-Theorie in Ananda Nagar in einer ländlichen Gegend Westbengalens gebildet hatte, weiterzuentwickeln.
Ananda Marga eröffnete 1969 in den USA ein regionales Büro, und bis 1973 hatte Ananda Marga ungefähr einhundert lokale Zentren, in welchen man yogische und soziale Philosophien lernen konnte, mit mehreren tausend Mitgliedern, einige davon wohnten gemeinschaftlich in den Ashrams. (Diese Wohngemeinschaften werden auch Jagriti genannt, Anmerkung des Übersetzers.)

## Spirituelle Philosophie
Sarkars Vorträge über spirituelle Philosophie haben Einfluss auf moderne asketische Bewegungen unter den Hindus in Indien. Sein System spiritueller Übungen ist als Synthese vedischer und tantrischer Philosophien beschrieben worden. Sarkars Konzept „karma samnyasa“ bezieht sich auf das Prinzip, dass jemand, der Yoga praktiziere, zu einer Person mit einem ausgeglichenen Geist werde (engl. „mind“ also sowohl Geist als auch Seele, Anm.d.Ü.). Sarkar nennt eine solche Person „Sadvipra“; dies werde erreicht durch Fokussierung auf das „Höchste“ durch private Übungen, welche transformierend wirken, wie auch durch Engagement in der Politik der sozialen Befreiung als eine Form von Service (Sanskrit: seva, A.d.Ü).

### Kosmologie
Sarkar vergleicht das Universum mit einem Traum des kosmischen Geistes. Alles wird erschaffen aus dem Ektoplasma oder aus Inhalten der kosmischen Seele. Die erste Station bei der Entstehung der Materie sind Microvita; diese bilden die konstituierenden Teile der Atome, während „Idee“ die konstituierende Substanz von Microvita sei.
Microvitum ist Sarkars Hypothese über die Verbindung von Bewusstsein und Leben, von Sarkar dargestellt als Einheitliche Feldphilosophie, welche Ursprung und Entwicklung von Leben erklärt. Sie ist Teil von Sarkars Theorie über Lebewesen, welche fortschreiten durch die Stadien reflexiven Bewusstseins. Das Microvita-Konzept versucht Phänomene zu erklären, dass das Leben mit Überlichtgeschwindigkeit durch das Universum reist oder wie aus einer einzelnen Zelle sich ein komplexer Organismus entwickelt oder wie Meditation auf das Höchste Wesen positive Microvita anzieht, welche zu verbesserter Gesundheit führen, oder wie ein Genie zu überbewussten Fähigkeiten kommt. Das Wort „Microvita“ bedeutet „kleine oder mikroskopische Lebensform“. Microvita ist ein Konzept das nicht auf der naturwissenschaftlichen Methode beruht, und über Microvita wird gesagt, sie seien so klein, dass sie nicht experimentell beobachtet werden könnten.
Sarkar zufolge führt die moderne, auf der Naturwissenschaft beruhende Medizin dazu, dass negative Microvita am zentralen Punkt der Krankheit konzentriert werden und dass die Konzentration negativer Microvita die Wirkung der verabreichten Medizin wieder aufhebt. Infolgedessen erzeuge dieser Konzentrationseffekt neue Krankheiten, und zwar zwei bis drei pro Jahrzehnt. Über die spirituellen Praktiken wird gesagt, diese würden die positiven Microvita vermehren, welche dann die negativen Microvita beseitigen würden. Sarkar behauptet, die Medizin verliere zurzeit an Bedeutung, und nur durch die Anwendung der Microvita-Theorie könnte die Entwicklung neuer Medikamente verbessert werden.

## Soziale und politische Philosophie

### Theorie über den sozialen Kreislauf
Das Konzept von Varna, wobei psychische und körperliche Begabung und Motivation ausgedrückt wird in Begriffen von vier Haupttypen: Vipra (Intellektuelle), Kshatriya (Krieger), Vaishya (Kaufleute) und Shudra (Arbeiter).
Sarkars „Gesetz des Sozialen Kreislaufs“ wendet diese Eigenschaften in einer Theorie der Sozialen Evolution an, wobei Epochen beginnen und enden durch herrschende Eliten, welche jeweils einem der erwähnten Wesenszüge repräsentieren. Dieses Gesetz ist möglicherweise in Verbindung mit den früheren historischen Ideen von Sri Aurobindo, welche ebenfalls zyklisch sind. Außer auf das Praktizieren des Yoga und Reinheit des Denkens und Handelns legte Sarkar großen Wert auf Sozialen Dienst (Service, Sanskrit Seva, A.d.Ü.) als eines der Mittel zur Befreiung.
Nach Sarkars Ansicht ist es gesellschaftlich notwendig, dass soziale Einrichtungen die innere Entwicklung der Menschen. Sarkar sagte, sowohl Kapitalismus als auch Kommunismus seien als Strukturen für die Menschheit nicht geeignet, um sich vorwärts zu bewegen in Richtung auf ein goldenes Zeitalter einer spirituellen Lebensweise. Ein schwerwiegendes Problem des Kapitalismus ist Sarkar zufolge die Konzentration des Reichtums in den Händen weniger, und Störungen des Geldumlaufs, welche er für Hauptursachen ökonomischer Rezessionen und Depressionen hielt. (Er bezeichnete Kapitalismus und Kommunismus schlicht als „defekte Ideologien“ und sagte auch den Zusammenbruch des Systems in Sowjetunion und DDR und die deutsche Wiedervereinigung voraus, A.d.Ü.).

### Theorie der progressiven Nutzung
Im Jahr 1959 veröffentlichte Sarkar die Theorie der progressiven Nutzung (englisch Progressive Utilization Theory oder kurz PROUT), eine sozio-ökonomische Theorie, welche auf den Grundwerten des Neo-Humanismus beruht. Der Neo-Humanismus ist eine umfassende Philosophie, welche sich auf das körperliche, seelische und spirituelle Wohlergehen der Menschen richtet sowie auch das Wohlergehen der Pflanzen und Tiere.
Sarkar bildete die PROUT-Theorie, um in den Gemeinschaften und Nationen der ganzen Welt den Neo-Humanismus zu etablieren. Diese Theorie lehnt sowohl das System des Kapitalismus als auch das System des Kommunismus ab. Alle Ressourcen sollen bestmöglich genutzt und der Reichtum fair verteilt werden. Der Weg dazu sei, dass Unternehmen und Industrie auf Basis von Genossenschaften geführt werden.
Sarkars Theorie der progressiven Nutzung wollte die Selbstversorgung der Armen anregen, und er betonte die Verantwortung der Führer und der Erfolgreichen für die ganze Gesellschaft. Die PROUT-Theorie spricht sich auch für eine Begrenzung des persönlichen Reichtums aus und betont eine Notwendigkeit der demokratischen Kontrolle der Wirtschaft (also das Gegenteil einer Zentralverwaltungswirtschaft). Unter anderem führten diese Punkte dazu, dass er Gegner sowohl der Anhänger des Kapitalismus wie des Kommunismus war, nicht nur in Indien, sondern auch in Übersee.
1968 gründete Sarkar die Organisation „Proutist Block of India“ (PBI), um die Ideale durch politische und soziale Aktion zu fördern.

### Neo-Humanismus
Der Neo-Humanismus ist eine Theorie, welche beruht auf „Spiritualität, geistiger Erweiterung, Ökologie und sozialer Veränderung“. Sarkar führte die Theorie ein in seinem Buch Liberation of Intellect – Neohumanism. Er ist eine Theorie über die Natur des Menschen und ein Weg für Individuen und Gesellschaft, das eigene Potential voll zu entwickeln. Er ist eine holistische Philosophie, welche sich befasst mit dem Sinn des Lebens, der Funktion der Gesellschaft, und vielen anderen Aspekten des menschlichen Seins.
Die Grundlage des Neohumanismus ist, wie Sarkar erklärte, universelle Liebe. Aus dieser Sicht sollte die Liebe, die ausgeht vom Herz des Menschen, alles umarmen, einschließlich aller Lebewesen wie auch der unbelebten Natur. Der Neo-Humanismus setzt sich ein für eine Vision der Menschlichkeit die bestens mit dem Gewebe des Universums vertraut ist. Sarkar legte großen Wert auf die Notwendigkeit, dass Menschen ihre lebende und nicht lebende Umwelt respektieren und schützen. Die essentiellen Rechte der Tiere, der Artenschutz und der Vegetarismus werden als wichtige Bestandteile eines empfindsamen Lebensstils gesehen.
Der Neo-Humanismus spricht von zwei Prinzipien durch welche die Menschen vorwiegend bestimmt werden: „Prinzip der an sich selbst orientierten Lust“ und „Prinzip sozialer Gleichheit“. Soziale Gleichheit zu beachten, führe zum Praktizieren von gutem Willen gegenüber anderen als Lebensprinzip, und auch dazu zu akzeptieren, dass alles Leben miteinander verbunden ist und dass menschliche Wesen eine verantwortliche Rolle in der Struktur des Universums spielen. Im Gegensatz dazu ist das Prinzip der an sich selbst orientierten Lust, so dass jeder die eigene Lust und den eigenen Erfolg an erste Stelle setzt, egal ob die eigenen Aktionen anderen Wesen schaden. Die Philosophie ermutigt das was sie „wahre menschliche Kultur“ nennt, welche soziale Gleichheit befürwortet, im Gegensatz zu der „Pseudokultur“, insbesondere wenn diese in Verbindung mit Konsumismus ist.
Die Philosophie ruft dazu auf, den Intellekt von dogmatischen Sichtweisen und solchen, die ihn begrenzen, zu befreien durch „aufgewecktes Bewusstsein“, welches definiert ist als ein geistiger Prozess des Anwendens rationalen Denkens und Studierens unter dem Prinzip sozialer Gleichberechtigung. Gebiete rationalen Wissens sind, wie unterschieden wird, solche, die es wert sind ihnen nachzugehen, und solche, die vermieden werden sollten. Diese Unterscheidung geschieht durch Vergleich mit dem eigenen Gewissen, welches entscheidet, ob ein Gebiet, das man studiert, „zum wohlwollenden Wohl aller“ ist oder nicht.

## Prinzipientreue
Von Anfang an stand die Ananda-Marga-Bewegung für Universalismus, sie war gegen irrationale (unvernünftige, A.d.Ü.) Dinge wie z. B. das Kastensystem. Daher hatte Ananda Marga mit Widerstand sowohl von konservativen Hindu-Kreisen als auch der kommunistischen Bewegung in West-Bengalen zu tun.
Sarkars PROUT-Theorie wurde, obwohl sie 1959 zum ersten Mal veröffentlicht wurde, Mitte der sechziger Jahre einem größeren Publikum bekannt. Als dies geschah, war PROUT eine neue spirituelle und soziale Theorie im Angesicht der Communist Party of India (Marxist), einer politischen Partei die damals in West-Bengalen die an der Macht war.
Im Jahr 1971 wurden einige Ananda-Marga-Mitglieder getötet, vermutlich von marxistischem Mob, jedoch wurde Sarkar vorgeworfen, an ihrem Tod schuld zu sein. Er wurde verhaftet und der Beihilfe zum Mord angeklagt. Sarkar beharrte die ganze Zeit darauf, unschuldig zu sein. Seine Anhänger sagten, in Wahrheit sei er für seine spirituellen und sozialen Lehren im Gefängnis.
Von Beginn seiner Gefangenschaft an klagte Sarkar darüber, dass angeblich einige seiner Mönche gefoltert worden seien. Am 12. Februar 1973 wurde Sarkar jedoch selber Ziel eines versuchten Mordes: er überlebte eine massive Vergiftung, die ihm vom Gefängnisarzt beigebracht wurde.
Sarkar verlangte eine ordentliche Untersuchung des Vorfalls, diese wurde ihm jedoch verweigert. Da er keine andere Möglichkeit sah, trat Sarkar in einen langen Hungerstreik. Sarkar fastete vom 1. April 1973 an für fünfeinhalb Jahre; er nahm nur ein Glas Buttermilch pro Tag zu sich, bis zu seiner endgültigen Entlassung aus dem Gefängnis im Jahr 1978, nachdem ihm die neue Regierung einen neuen Prozess garantiert hatte. Es wurde festgestellt, dass Sarkar in allen Anklagepunkten unschuldig war. Erst am Tag der Entlassung, 3. August 1978, brach er das Fasten.

## Späteres Leben
Während Sarkars Gefangenschaft, deren Unrechtmäßigkeit sich später durch die Aufhebung seiner Verurteilung zeigte, verbreitete sich seine Organisation (Ananda Marga, A.d.Ü.) über die ganze Welt und verbreitete Sarkars Botschaft von Selbstverwirklichung und Dienst.
(Service, Dienst – unter anderem am Nächsten – letzteres lässt gewisse Gemeinsamkeit mit den Werten des Christentums erkennen, A.d.Ü.)
Nach seiner Entlassung aus dem Gefängnis war Sarkar durch den fünfeinhalb Jahre währenden Hungerstreik in schlechtem gesundheitlichem Zustand. Aber er blieb aktiv dabei, mit seiner Mission weiterzumachen; er hielt Vorträge über ein weites Gebiet inklusive spiritueller und sozialer Philologie, Landwirtschaft, Neo-Humanismus, Microvita-Theorie. Er komponierte 5018 Lieder und nannte das eine neue Schule der Musik namens Prabhata Samgiita. Ende 1978 und im Jahr 1979 reiste er um die ganze Welt um Schüler in verschiedenen Ländern zu treffen, u. a. Schweiz, Deutschland, Frankreich, Skandinavien, Naher Osten, Thailand, Taiwan, Jamaika und Venezuela. – In den USA verweigerte ihm das Außenministerium die Einreise, infolge seiner Probleme mit der Regierung von Indien. Er kam stattdessen 1979 in Jamaika mit seinen amerikanischen Anhängern zusammen.

## Werke
Obwohl Sarkar nur siebzehn Jahre seines Lebens in Vollzeit für seine Organisationen gearbeitet hatte, hinterließ er ein großes Vermächtnis, unter anderem mehr als 250 Bücher über verschiedene Themen.
Er ist vor allem bekannt als der Gründer und spirituelle Lehrer von Ananda Marga, aber Sarkar schrieb über 1500 Seiten über seine PROUT-Wirtschaftstheorie, mehrere tausend Seiten über Linguistik und das Studium von Sprachen, inklusive aber nicht begrenzt auf Shabda Cayanika („A Collection of Words“), ein nicht beendetes, diktiertes Lexikon, vorgesehen waren 26 Bände, über die Sprache Sanskrit (SanskrIta). Außerdem schrieb er Bücher über Soziologie, Landwirtschaft, Geschichte, Literatur, Bildung, Medizin, Kosmologie, und Philosophie, auch entwickelte er im Jahr 1982 die Philosophie des Neo-Humanismus und im Jahr 1986 die Microvita-Theorie.
Prabhat Sangeet (Songs der neuen Morgendämmerung), begonnen im Jahr 1982, beendete er mit den letzten von 5018 Songs in verschiedenen Sprachen acht Jahre vor seinem Tod.

## Schüler
Der Yogi Kalikananda war Sarkars erster Schüler. Als junger Mann war er kriminell. Nachdem er in einer abgelegenen Gegend Sarkar mit der Absicht begegnete diesen auszurauben, wurde er von Sarkar stattdessen zum Pfad der Glückseligkeit hingezogen (Sanskrit: Ananda Marga, engl. Path of Bliss).
Einer von Sarkars bekanntesten Schülern ist Ravi Batra, ein international bekannter Wirtschaftswissenschaftler und Bestseller-Autor in Dallas, Texas. In seinen Werken bezieht sich Batra in großem Umfang auf Sarkars Theorie der sozialen Zyklen und auf die PROUT-Theorie, eine Theorie nachhaltigen und fairen Wirtschaftens.
Ein anderer bekannter Schüler ist der Futurist Sohail Inayatullah. Er wurde einer der bedeutendsten unter den Leuten, die Sarkars Werk interpretieren. Andere Schüler sind unter anderem die vielen Ananda-Marga-Nonnen und -Mönche, die seine Lehre in der ganzen Welt weiter tragen.